# Seleção Barbadense de Basquetebol
A Seleção Barbadense de Basquetebol é a equipe que representa Barbados em competições internacionais de Basquetebol. É gerida pela Barbados Amateur Basketball Association filiada a Federação Internacional de Basquetebol desde 1962.